# Federico Martínez Berroa
Federico Andrés Martínez Berroa (Montevideo, Uruguay; 28 de febrero de 1996) es un futbolista uruguayo. Juega de mediocampista ofensivo y su equipo actual es el Everton de la Primera División de Chile.

## Trayectoria
Se incorporó al equipo juvenil del Liverpool de Montevideo a los 12 años, luego de jugar en el Zorzal Baby Fútbol Club y el Club Las Flores Baby Fútbol. Hizo su debut en el primer equipo, y en Primera División, el 13 de febrero de 2016 comenzando con una derrota fuera de casa por 0-1 ante Plaza Colonia.
Solo se consagró como titular en la campaña de 2017 y anotó su primer gol absoluto el 26 de agosto de ese año, anotando el primero en la derrota por 1-2 ante Peñarol. El 26 de noviembre anotó un doblete en una victoria fuera de casa por 5-0 ante Danubio.
El 4 de mayo de 2019 anotó un triplete en la victoria a domicilio por 4-0 sobre Boston River. El 30 de enero siguiente se mudó al extranjero y fichó cedido por Rosario Central de la Primera División de Argentina, después de que el club comprara el 30% de sus derechos económicos por una tarifa rumoreada de 750.000 dólares estadounidenses.
En septiembre de 2020 tras sólo dos partidos con Central, Martínez se marcha cedido a Independiente hasta el 31 de enero siguiente con opción de rescisión. Después de participar en raras ocasiones rescindió su contrato con el Rojo el 19 de febrero de 2021 y regresó a su club matriz.
En febrero de 2024 el futbolista es presentado en Everton de la primera división de Chile, a prestado desde el equipo mexicano León hasta finalizar la temporada. 

## Selección nacional
Fue internacional juvenil con Uruguay. Formó parte del equipo sub-22 que terminó cuarto en los Juegos Panamericanos de 2019.
El 29 de agosto de 2021 recibió la primera convocatoria a la selección absoluta para las eliminatorias de la Copa Mundial de la FIFA.
El 9 de septiembre disputó 7 minutos en la victoria frente a Ecuador por 1 a 0.

## Clubes
| Club                      | Div.          | Temporada     | Liga  | Liga  | Copas nacionales(1) | Copas nacionales(1) | Copas internacionales(2) | Copas internacionales(2) | Total | Total | Promedio |
| Club                      | Div.          | Temporada     | Part. | Goles | Part.               | Goles               | Part.                    | Goles                    | Part. | Goles | Promedio |
| ------------------------- | ------------- | ------------- | ----- | ----- | ------------------- | ------------------- | ------------------------ | ------------------------ | ----- | ----- | -------- |
| Liverpool Uruguay         | 1.ª           | 2016          | 30    | 0     | -                   | -                   | 0                        | 0                        | 30    | 0     | 0.00     |
| Liverpool Uruguay         | 1.ª           | 2017          | 35    | 3     | -                   | -                   | 2                        | 0                        | 37    | 3     | 0.08     |
| Liverpool Uruguay         | 1.ª           | 2018          | 31    | 12    | -                   | -                   | 0                        | 0                        | 31    | 12    | 0.39     |
| Liverpool Uruguay         | 1.ª           | 2019          | 35    | 11    | -                   | -                   | 4                        | 0                        | 39    | 11    | 0.28     |
| Rosario Central Argentina | 1.ª           | 2020          | 2     | 0     | -                   | -                   | 0                        | 0                        | 2     | 0     | 0.00     |
| Rosario Central Argentina | Total club    | Total club    | 2     | 0     | 0                   | 0                   | 0                        | 0                        | 2     | 0     | 0.00     |
| Independiente Argentina   | 1.ª           | 2020          | 0     | 0     | 7                   | 0                   | 6                        | 1                        | 13    | 1     | 0.07     |
| Independiente Argentina   | Total club    | Total club    | 0     | 0     | 7                   | 0                   | 6                        | 1                        | 13    | 1     | 0.07     |
| Liverpool Uruguay         | 1.ª           | 2021          | 28    | 14    | -                   | -                   | -                        | -                        | 28    | 14    | 0.50     |
| Liverpool Uruguay         | Total club    | Total club    | 159   | 40    | 0                   | 0                   | 6                        | 0                        | 165   | 40    | 0.24     |
| León México               | 1.ª           | 2021-22       | 13    | 0     | -                   | -                   | 4                        | 0                        | 17    | 0     | 0.00     |
| León México               | 1.ª           | 2022-23       | 10    | 2     | -                   | -                   | -                        | -                        | 10    | 2     | 0.02     |
| León México               | Total club    | Total club    | 23    | 2     | -                   | -                   | 4                        | 0                        | 27    | 2     | 0.07     |
| Nacional Uruguay          | 1.ª           | 2022-23       | 31    | 6     | 1                   | 0                   | 6                        | 0                        | 38    | 6     | 0.02     |
| Nacional Uruguay          | Total club    | Total club    | 31    | 6     | 1                   | 0                   | 6                        | 0                        | 38    | 6     | 0.02     |
| Everton Chile             | 1.ª           | 2024          | 21    | 2     | 3                   | 4                   | 1                        | 0                        | 25    | 6     | 0.24     |
| Everton Chile             | Total club    | Total club    | 21    | 2     | 3                   | 4                   | 1                        | 0                        | 25    | 6     | 0.24     |
| Total carrera             | Total carrera | Total carrera | 236   | 50    | 11                  | 4                   | 23                       | 1                        | 270   | 51    | 0.18     |